# Kvarntjärnen (Mora socken, Dalarna, 677263-141891)
Kvarntjärnen är en sjö i Mora kommun i Dalarna och ingår i Dalälvens huvudavrinningsområde. Sjön har en area på 0,0913 kvadratkilometer och ligger 228,8 meter över havet.

## Delavrinningsområde
Kvarntjärnen ingår i det delavrinningsområde (677148-141676) som SMHI kallar för Ovan Fjotbäcken. Medelhöjden är 345 meter över havet och ytan är 22,63 kvadratkilometer. Det finns ett avrinningsområde uppströms, och räknas det in blir den ackumulerade arean 40,49 kvadratkilometer. Lädsån som avvattnar avrinningsområdet har biflödesordning 2, vilket innebär att vattnet flödar genom totalt 2 vattendrag innan det når havet efter 333 kilometer. Avrinningsområdet består mestadels av skog (81 procent). Avrinningsområdet har 0,09 kvadratkilometer vattenytor vilket ger det en sjöprocent på 0,4 procent.